# Símbolos Esperantistas
Desde os primórdios do Esperanto, a cor verde é usada como símbolo de reconhecimento mútuo e aparece pluralmente em todos os símbolos esperantistas.
A Estrela verde (verda stelo) foi sugerida inicialmente num artigo de 1892 em O Esperantista (La Esperantisto) como símbolo a ser usado com o propósito de reconhecimento entre os esperantistas.
A bandeira esperantista é composta por um fundo verde, com um quadrilátero no canto superior esquerdo, que contém uma estrela verde. O campo principal em verde simboliza esperança, o branco simboliza paz e neutralidade, e a estrela de cinco pontas representa os cinco continentes (em sua contagem tradicional). A bandeira foi criada pelo Clube de Esperanto de Boulogne-sur-Mer, inicialmente para uso próprio, mas foi adotada como bandeira mundial do Esperanto por decisão do primeiro Congresso Universal de Esperanto, que ocorreu em 1905 naquela mesma cidade.

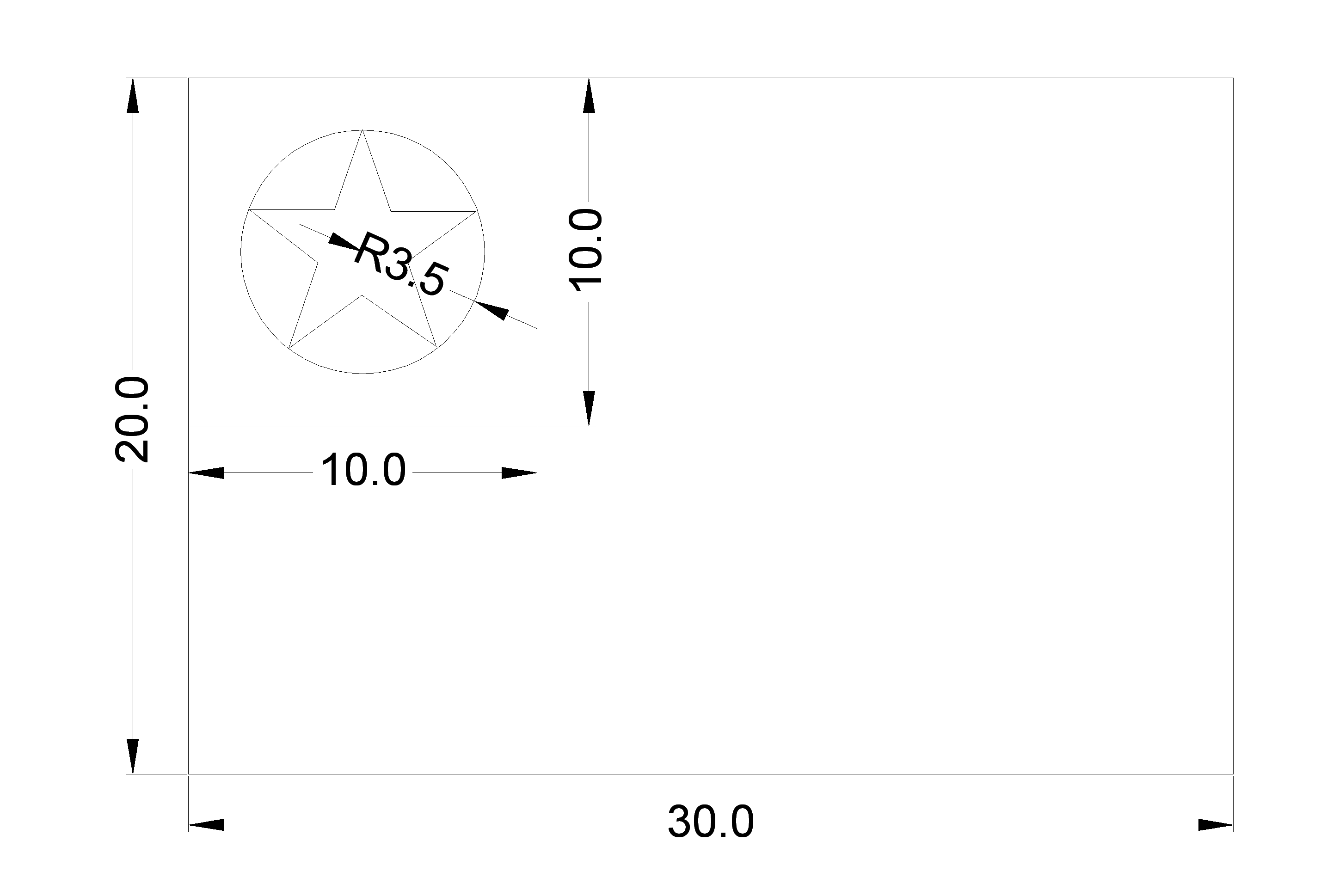
Proporções da bandeira esperantista

Por recomendação da comissão da Associação Mundial de Esperanto, a bandeira deveria seguir as seguintes proporções: a razão de largura e altura da bandeira da bandeira para um lado do quadrado branco deve ser 3 para 2 para 1. A proporção de um lado do quadrado branco para o raio de um ciclo, circundando a estrela deveria ser de 10 para 3,5.
Alguns esperantistas consideram a bandeira tradicional, um símbolo muito nacionalista para um símbolo de um idioma internacional, portanto muitas organizações já não recomendam seu uso, ao invés, ponderam o uso do jubilea simbolo (símbolo do jubileu, dois "E"s verdes virados um para o outro sobre um fundo branco); este símbolo foi criado em 1987 por um esperantista brasileiro para celebrar o centenário da criação do Esperanto. Por outro lado, este novo símbolo é pejorativamente chamado de melona (melão) por alguns.

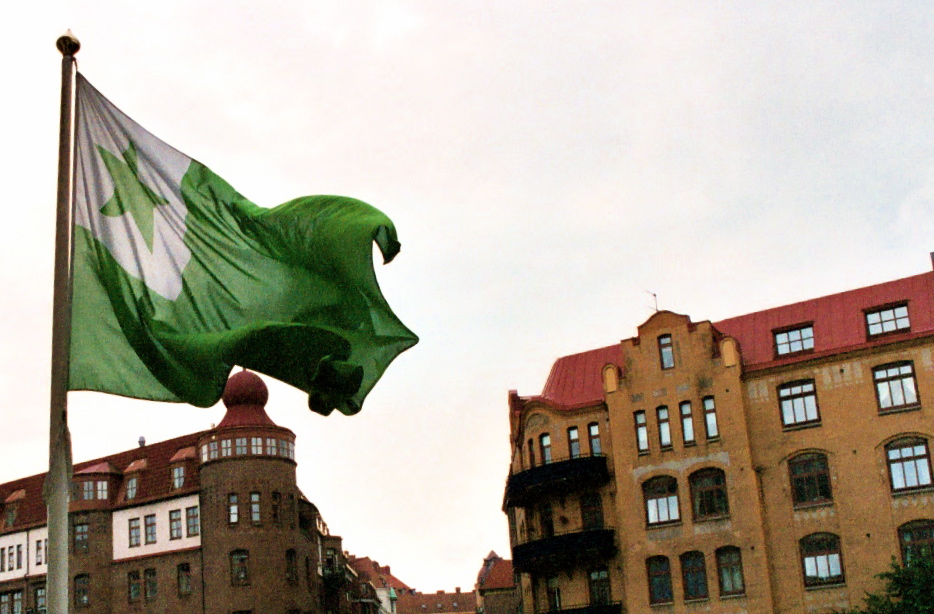
A bandeira do Esperanto.

A maior parte dos esperantistas, entretanto, continuam a seguir a verde stelo como símbolo amado da solidariedade internacional ou supranacional, e respeitam a preferência de um símbolo ou outro, puramente como simples escolha pessoal. Nos congressos esperantistas, em sua generalidade, podem ser observados os três símbolos, tanto em telas como em distintivos.
Algumas vezes, esperantistas viajantes, podem exibir a bandeira, usar um distintivo com um dos símbolos acima citado, ou trajar vestimentas verdes, para se fazerem reconhecidos por outros esperantistas.

## Ver também

Bandeira
Um das versões do jubilea simbolo
Estrela verde estilizada